# Zuid-Afrikaans voetbalelftal (vrouwen)
Het Zuid-Afrikaans vrouwenvoetbalelftal is een voetbalteam dat uitkomt voor Zuid-Afrika bij internationale wedstrijden en toernooien, zoals het Afrikaans kampioenschap. Hoewel het land tot de sterkere teams van Afrika hoort deed het pas in 2019 voor het eerst mee aan het WK. Wel deed Zuid-Afrika twee keer meer aan de Olympische Spelen, in 2012 en 2016. Bij die laatste gelegenheid stond de ploeg onder leiding van de Nederlandse bondscoach Vera Pauw, die de selectie van 2013 tot 2016 onder haar hoede had.
Het team werd in juli 2022 voor de eerste maal Afrikaans kampioen na een 1-2 overwinning tegen Marokko op het Afrikaans kampioenschap voetbal vrouwen 2022.

## Prestaties op eindronden

### Wereldkampioenschap
| Jaar   | Resultaat           | Wed                 | W                   | G                   | V                   | DV                  | DT                  |
| ------ | ------------------- | ------------------- | ------------------- | ------------------- | ------------------- | ------------------- | ------------------- |
| 1991   | Niet gekwalificeerd | Niet gekwalificeerd | Niet gekwalificeerd | Niet gekwalificeerd | Niet gekwalificeerd | Niet gekwalificeerd | Niet gekwalificeerd |
| 1995   | Niet gekwalificeerd | Niet gekwalificeerd | Niet gekwalificeerd | Niet gekwalificeerd | Niet gekwalificeerd | Niet gekwalificeerd | Niet gekwalificeerd |
| 1999   | Niet gekwalificeerd | Niet gekwalificeerd | Niet gekwalificeerd | Niet gekwalificeerd | Niet gekwalificeerd | Niet gekwalificeerd | Niet gekwalificeerd |
| 2003   | Niet gekwalificeerd | Niet gekwalificeerd | Niet gekwalificeerd | Niet gekwalificeerd | Niet gekwalificeerd | Niet gekwalificeerd | Niet gekwalificeerd |
| 2007   | Niet gekwalificeerd | Niet gekwalificeerd | Niet gekwalificeerd | Niet gekwalificeerd | Niet gekwalificeerd | Niet gekwalificeerd | Niet gekwalificeerd |
| 2011   | Niet gekwalificeerd | Niet gekwalificeerd | Niet gekwalificeerd | Niet gekwalificeerd | Niet gekwalificeerd | Niet gekwalificeerd | Niet gekwalificeerd |
| 2015   | Niet gekwalificeerd | Niet gekwalificeerd | Niet gekwalificeerd | Niet gekwalificeerd | Niet gekwalificeerd | Niet gekwalificeerd | Niet gekwalificeerd |
| 2019   | Groepsfase          | 3                   | 0                   | 0                   | 3                   | 1                   | 8                   |
| / 2023 | Achtste finale      | 4                   | 1                   | 1                   | 2                   | 6                   | 8                   |
| Totaal | 2/9                 | 7                   | 1                   | 1                   | 5                   | 7                   | 16                  |

### Olympische Spelen
| Jaar   | Resultaat           | Wed                 | W                   | G                   | V                   | DV                  | DT                  |
| ------ | ------------------- | ------------------- | ------------------- | ------------------- | ------------------- | ------------------- | ------------------- |
| 1996   | Niet gekwalificeerd | Niet gekwalificeerd | Niet gekwalificeerd | Niet gekwalificeerd | Niet gekwalificeerd | Niet gekwalificeerd | Niet gekwalificeerd |
| 2000   | Niet gekwalificeerd | Niet gekwalificeerd | Niet gekwalificeerd | Niet gekwalificeerd | Niet gekwalificeerd | Niet gekwalificeerd | Niet gekwalificeerd |
| 2004   | Niet gekwalificeerd | Niet gekwalificeerd | Niet gekwalificeerd | Niet gekwalificeerd | Niet gekwalificeerd | Niet gekwalificeerd | Niet gekwalificeerd |
| 2008   | Niet gekwalificeerd | Niet gekwalificeerd | Niet gekwalificeerd | Niet gekwalificeerd | Niet gekwalificeerd | Niet gekwalificeerd | Niet gekwalificeerd |
| 2012   | Groepsfase          | 3                   | 0                   | 1                   | 2                   | 1                   | 7                   |
| 2016   | Groepsfase          | 3                   | 0                   | 1                   | 2                   | 0                   | 3                   |
| 2020   | Niet gekwalificeerd | Niet gekwalificeerd | Niet gekwalificeerd | Niet gekwalificeerd | Niet gekwalificeerd | Niet gekwalificeerd | Niet gekwalificeerd |
| 2024   | Niet gekwalificeerd | Niet gekwalificeerd | Niet gekwalificeerd | Niet gekwalificeerd | Niet gekwalificeerd | Niet gekwalificeerd | Niet gekwalificeerd |
| Totaal | 2/8                 | 6                   | 0                   | 2                   | 4                   | 1                   | 10                  |

### Afrikaans kampioenschap
| Jaar   | Resultaat                | Wed                      | W                        | G                        | V                        | DV                       | DT                       |                          |
| ------ | ------------------------ | ------------------------ | ------------------------ | ------------------------ | ------------------------ | ------------------------ | ------------------------ | ------------------------ |
| 1991   | Úitgesloten van deelname | Úitgesloten van deelname | Úitgesloten van deelname | Úitgesloten van deelname | Úitgesloten van deelname | Úitgesloten van deelname | Úitgesloten van deelname | Úitgesloten van deelname |
| 1995   | Tweede plaats            | 6                        | 3                        | 1                        | 2                        | 19                       | 20                       |                          |
| 1998   | Groepsfase               | 2                        | 0                        | 0                        | 2                        | 2                        | 7                        |                          |
| 2000   | Tweede plaats            | 5                        | 4                        | 0                        | 1                        | 9                        | 3                        |                          |
| 2002   | Vierde plaats            | 5                        | 2                        | 1                        | 2                        | 6                        | 11                       |                          |
| 2004   | Groepsfase               | 3                        | 0                        | 0                        | 3                        | 2                        | 7                        |                          |
| 2006   | Derde plaats             | 5                        | 2                        | 1                        | 2                        | 8                        | 5                        |                          |
| 2008   | Tweede plaats            | 5                        | 3                        | 0                        | 2                        | 7                        | 4                        |                          |
| 2010   | Derde plaats             | 5                        | 3                        | 1                        | 1                        | 10                       | 6                        |                          |
| 2012   | Tweede plaats            | 5                        | 3                        | 0                        | 2                        | 6                        | 6                        |                          |
| 2014   | Vierde plaats            | 5                        | 1                        | 1                        | 3                        | 7                        | 6                        |                          |
| 2016   | Vierde plaats            | 5                        | 1                        | 1                        | 3                        | 5                        | 3                        |                          |
| 2018   | Tweede plaats            | 4                        | 2                        | 2                        | 0                        | 11                       | 2                        |                          |
| 2022   | Winnaar                  | 6                        | 6                        | 0                        | 0                        | 10                       | 3                        |                          |
| 2024   | Vierde plaats            | 6                        | 2                        | 3                        | 1                        | 9                        | 4                        |                          |
| Totaal | 14/15                    | 68                       | 33                       | 11                       | 24                       | 111                      | 87                       |                          |

## Selecties

### Huidige selectie
| №                         | Naam                | Wed. | Dlpnt. | Club                        |
| ------------------------- | ------------------- | ---- | ------ | --------------------------- |
| Doel                      |                     |      |        |                             |
| 1                         | Mapaseka Mpuru      | 0    | 0      | University of Pretoria      |
| 16                        | Andile Dlamini      | 42   | 0      | Mamelodi Sundowns F.C.      |
| 20                        | Kaylin Swart        | 19   | 0      | Golden Stars                |
| Verdediging               |                     |      |        |                             |
| 2                         | Lebogang Ramalepe   | 66   | 3      | Ma-Indies                   |
| 3                         | Nothando Vilakazi   | 132  | 7      | Gintra Universitetas        |
| 4                         | Noko Matlou         | 156  | 64     | Ma-Indies                   |
| 5                         | Janine van Wyk      | 169  | 11     | JVW                         |
| 7                         | Karabo Dhlamini     | 5    | 0      | Mamelodi Sundowns F.C.      |
| 13                        | Bambanani Mbane     | 45   | 0      | Bloemfontein Celtic F.C.    |
| 14                        | Tiisetso Makhubela  | 2    | 0      | Mamelodi Sundowns F.C.      |
| 18                        | Bongeka Gamede      | 1    | 0      | UWC Ladies                  |
| Middenveld                |                     |      |        |                             |
| 6                         | Mamello Makhabane   | 98   | 20     | JVW                         |
| 10                        | Linda Motlhalo      | 45   | 10     | Beijing Phoenix             |
| 15                        | Refiloe Jane        | 108  | 12     | Geen                        |
| 17                        | Leandra Smeda       | 98   | 22     | Vittsjö GIK                 |
| 19                        | Kholosa Biyana      | 21   | 1      | University of KwaZulu-Natal |
| 21                        | Busisiwe Ndimeni    | 29   | 3      | TUT-PTA                     |
| 23                        | Sibulele Holweni    | 3    | 0      | Sophakama Ladies            |
| Aanval                    |                     |      |        |                             |
| 8                         | Ode Fulutudilu      | 15   | 1      | Málaga                      |
| 9                         | Amanda Mthandi      | 12   | 2      | University of Johannesburg  |
| 11                        | Thembi Kgatlana     | 56   | 18     | Beijing Phoenix             |
| 12                        | Jermaine Seoposenwe | 76   | 16     | Gintra Universitetas        |
| 22                        | Rhoda Mulaudzi      | 24   | 2      | Geen                        |
| Bondscoach: Desiree Ellis |                     |      |        |                             |

### Olympische Spelen
| Selectie van Zuid-Afrika bij de Olympische Spelen 2012 | Selectie van Zuid-Afrika bij de Olympische Spelen 2012 | Selectie van Zuid-Afrika bij de Olympische Spelen 2012 | Selectie van Zuid-Afrika bij de Olympische Spelen 2012 | Selectie van Zuid-Afrika bij de Olympische Spelen 2012 |
| №                                                      | Naam                                                   | Wed.                                                   | Dlpnt.                                                 | Club                                                   |
| ------------------------------------------------------ | ------------------------------------------------------ | ------------------------------------------------------ | ------------------------------------------------------ | ------------------------------------------------------ |
| Doel                                                   |                                                        |                                                        |                                                        |                                                        |
| 1                                                      | Roxanne Barker                                         |                                                        |                                                        | Pepperdine Waves                                       |
| 18                                                     | Thokozile Mndaweni                                     |                                                        |                                                        | University of Johannesburg                             |
| Verdediging                                            |                                                        |                                                        |                                                        |                                                        |
| 3                                                      | Nothando Vilakazi                                      |                                                        |                                                        | Palace Super Falcons                                   |
| 4                                                      | Amanda Sister                                          |                                                        |                                                        | Liverpool Ladies                                       |
| 5                                                      | Janine van Wyk                                         |                                                        |                                                        | Palace Super Falcons                                   |
| 6                                                      | Zamandosi Cele                                         |                                                        |                                                        | Durban LFC                                             |
| 15                                                     | Refiloe Jane                                           |                                                        |                                                        | Mamelodi Sundowns                                      |
| Middenveld                                             |                                                        |                                                        |                                                        |                                                        |
| 2                                                      | Robyn Moodaly                                          |                                                        |                                                        | University of Pretoria                                 |
| 7                                                      | Leandra Smeda                                          |                                                        |                                                        | Cape Town Roses                                        |
| 8                                                      | Kylie Louw                                             |                                                        |                                                        | Austin State University                                |
| 9                                                      | Amanda Dlamini                                         |                                                        |                                                        | University of Johannesburg                             |
| 10                                                     | Marry Ntsweng                                          |                                                        |                                                        | Tshwane University                                     |
| 13                                                     | Gabisile Hlumbane                                      |                                                        |                                                        | Kovsies Ladies                                         |
| 16                                                     | Nompumelelo Nyandeni                                   |                                                        |                                                        | WFC Rossiyanka                                         |
| Aanval                                                 |                                                        |                                                        |                                                        |                                                        |
| 11                                                     | Noko Matlou                                            |                                                        |                                                        | University of Johannesburg                             |
| 12                                                     | Portia Modise                                          |                                                        |                                                        | Palace Super Falcons                                   |
| 14                                                     | Sanah Mollo                                            |                                                        |                                                        | Bloemfontein Celtic                                    |
| 17                                                     | Andisiwe Mgcoyi                                        |                                                        |                                                        | Mamelodi Sundowns                                      |

| Selectie van Zuid-Afrika bij de Olympische Spelen 2016 | Selectie van Zuid-Afrika bij de Olympische Spelen 2016 | Selectie van Zuid-Afrika bij de Olympische Spelen 2016 | Selectie van Zuid-Afrika bij de Olympische Spelen 2016 | Selectie van Zuid-Afrika bij de Olympische Spelen 2016 |
| №                                                      | Naam                                                   | Wed.                                                   | Dlpnt.                                                 | Club                                                   |
| ------------------------------------------------------ | ------------------------------------------------------ | ------------------------------------------------------ | ------------------------------------------------------ | ------------------------------------------------------ |
| Doel                                                   |                                                        |                                                        |                                                        |                                                        |
| 1                                                      | Roxanne Barker                                         |                                                        |                                                        |                                                        |
| 18                                                     | Andile Dlamini                                         |                                                        |                                                        | Mamelodi Sundowns                                      |
| Verdediging                                            |                                                        |                                                        |                                                        |                                                        |
| 2                                                      | Lebohang Ramalepe                                      |                                                        |                                                        | Malndies                                               |
| 3                                                      | Nothando Vilakazi                                      |                                                        |                                                        |                                                        |
| 5                                                      | Janine van Wyk                                         |                                                        |                                                        | Palace Super Falcons                                   |
| 13                                                     | Bambanani Mbane                                        |                                                        |                                                        | Bloemfontein Celtic                                    |
| 15                                                     | Refiloe Jane                                           |                                                        |                                                        | Vaal University                                        |
| Middenveld                                             |                                                        |                                                        |                                                        |                                                        |
| 6                                                      | Mamello Makhabane                                      |                                                        |                                                        | JVW FC                                                 |
| 7                                                      | Stephanie Malherbe                                     |                                                        |                                                        | Texas A&M Aggies                                       |
| 8                                                      | Robyn Moodaly                                          |                                                        |                                                        |                                                        |
| 9                                                      | Amanda Dlamini                                         |                                                        |                                                        | University of Johannesburg                             |
| 10                                                     | Linda Motlhalo                                         |                                                        |                                                        |                                                        |
| 17                                                     | Leandra Smeda                                          |                                                        |                                                        |                                                        |
| 18                                                     | Nompumelelo Nyandeni                                   |                                                        |                                                        |                                                        |
| Aanval                                                 |                                                        |                                                        |                                                        |                                                        |
| 4                                                      | Noko Matlou                                            |                                                        |                                                        | University of Johannesburg                             |
| 11                                                     | Shiwe Nongwanya                                        |                                                        |                                                        | Bloemfontein Celtic                                    |
| 12                                                     | Jermaine Seoposenwe                                    |                                                        |                                                        | Samford Bulldogs                                       |
| 14                                                     | Sanah Mollo                                            |                                                        |                                                        | Bloemfontein Celtic                                    |
| 20                                                     | Thembi Kgatlana                                        |                                                        |                                                        |                                                        |

### Wereldkampioenschap
| Selectie van Zuid-Afrika bij het Wereldkampioenschap 2019 | Selectie van Zuid-Afrika bij het Wereldkampioenschap 2019 | Selectie van Zuid-Afrika bij het Wereldkampioenschap 2019 | Selectie van Zuid-Afrika bij het Wereldkampioenschap 2019 | Selectie van Zuid-Afrika bij het Wereldkampioenschap 2019 |
| №                                                         | Naam                                                      | Wed.                                                      | Dlpnt.                                                    | Club                                                      |
| --------------------------------------------------------- | --------------------------------------------------------- | --------------------------------------------------------- | --------------------------------------------------------- | --------------------------------------------------------- |
| Doel                                                      |                                                           |                                                           |                                                           |                                                           |
| 1                                                         | Mapaseka Mpuru                                            | 0                                                         | 0                                                         | University of Pretoria                                    |
| 16                                                        | Andile Dlamini                                            | 2                                                         | −7                                                        | Mamelodi Sundowns F.C.                                    |
| 20                                                        | Kaylin Swart                                              | 1                                                         | −1                                                        | Golden Stars                                              |
| Verdediging                                               |                                                           |                                                           |                                                           |                                                           |
| 2                                                         | Lebogang Ramalepe                                         | 3                                                         | 0                                                         | Ma-Indies                                                 |
| 3                                                         | Nothando Vilakazi                                         | 2                                                         | 0                                                         | Gintra Universitetas                                      |
| 4                                                         | Noko Matlou                                               | 3                                                         | 0                                                         | Ma-Indies                                                 |
| 5                                                         | Janine van Wyk                                            | 3                                                         | 0                                                         | JVW                                                       |
| 7                                                         | Karabo Dhlamini                                           | 0                                                         | 0                                                         | Mamelodi Sundowns F.C.                                    |
| 13                                                        | Bambanani Mbane                                           | 1                                                         | 0                                                         | Bloemfontein Celtic F.C.                                  |
| 14                                                        | Tiisetso Makhubela                                        | 0                                                         | 0                                                         | Mamelodi Sundowns F.C.                                    |
| 18                                                        | Bongeka Gamede                                            | 0                                                         | 0                                                         | UWC Ladies                                                |
| Middenveld                                                |                                                           |                                                           |                                                           |                                                           |
| 6                                                         | Mamello Makhabane                                         | 2                                                         | 0                                                         | JVW                                                       |
| 10                                                        | Linda Motlhalo                                            | 2                                                         | 0                                                         | Beijing Phoenix                                           |
| 15                                                        | Refiloe Jane                                              | 3                                                         | 0                                                         | Geen                                                      |
| 17                                                        | Leandra Smeda                                             | 3                                                         | 0                                                         | Vittsjö GIK                                               |
| 19                                                        | Kholosa Biyana                                            | 3                                                         | 0                                                         | University of KwaZulu-Natal                               |
| 21                                                        | Busisiwe Ndimeni                                          | 2                                                         | 0                                                         | TUT-PTA                                                   |
| 23                                                        | Sibulele Holweni                                          | 1                                                         | 0                                                         | Sophakama Ladies                                          |
| Aanval                                                    |                                                           |                                                           |                                                           |                                                           |
| 8                                                         | Ode Fulutudilu                                            | 3                                                         | 0                                                         | Málaga                                                    |
| 9                                                         | Amanda Mthandi                                            | 2                                                         | 0                                                         | University of Johannesburg                                |
| 11                                                        | Thembi Kgatlana                                           | 3                                                         | 1                                                         | Beijing Phoenix                                           |
| 12                                                        | Jermaine Seoposenwe                                       | 2                                                         | 0                                                         | Gintra Universitetas                                      |
| 22                                                        | Rhoda Mulaudzi                                            | 1                                                         | 0                                                         | Geen                                                      |
| Bondscoach: Desiree Ellis                                 |                                                           |                                                           |                                                           |                                                           |